# Freudenthal (Ermschwerd)
Freudenthal ist eine kleine Siedlung in der Gemarkung von Ermschwerd, einem Stadtteil von Witzenhausen im nordhessischen Werra-Meißner-Kreis. Sie ist hervorgegangen aus einem ehemaligen Rittergut mit Herrenhaus.

## Lage
Das einstige Herrenhaus steht etwa 3 km nordwestlich von Witzenhausen, am Emschwerd gegenüberliegenden Ostufer der Werra, auf etwa 160 m über NHN, rund 25 m über der Talsohle der Werraaue, an der Einmündung eines kleinen, zwischen Badenstein und Großem Mittelberg von Osten kommenden Seitentals in das Werratal. Unmittelbar westlich am Herrenhaus und den etwas weiter nördlich gelegenen Wirtschaftsgebäuden vorbei verlaufen der Abschnitt Eichenberg–Kassel der Bahnstrecke Halle–Hann. Münden und der Abschnitt Hann. Münden–Witzenhausen der Bundesstraße 80. Die nächstgelegenen Straßenbrücken über die Werra befinden sich etwa 3 km nördlich in Gertenbach und 3 km südlich in Witzenhausen.
Zwischen der B 80 und der hier unmittelbar östlich von Ermschwerd nach Norden fließenden Werra liegt in der Flussaue das knapp 76 ha große Naturschutzgebiet Freudenthal.

## Geschichte
Die erste urkundliche Erwähnung erfolgte im Jahre 1747, als eine „Meierei im Thal“, ein Hof mit einer Feuerstelle, erwähnt wurde. Der Hof war landgräfliches Lehen der Herren von Buttlar zu Ermschwerd, die auch die Niedere und Peinliche Gerichtsbarkeit innehatten. Der Hof war wahrscheinlich als Zubehör der 1486 als Pfand und 1494 als erbliches Mannlehen an die Buttlar gekommenen Herrschaft Ziegenberg in deren Besitz gekommen und blieb es als hessen-kasselsches Lehen bis 1813.
Dann kam es als Folge der napoleonischen Besetzung von Kurhessen zu erheblichen Streitigkeiten über die Besitzrechte. Die Herren von Buttlar hatten ihre Lehnsgüter in Ermschwerd, Stiedenrode und Freudenthal im Jahre 1806 an die kurfürstliche Regierung verpfändet. Da Jérôme Bonaparte, Herrscher des kurzlebigen Königreichs Westphalen, Geld brauchte, ließ er die verpfändeten Lehnsgüter kurzerhand zum (Zwangs-)Verkauf ausschreiben. Daraufhin verkauften die vier Brüder von Buttlar am 3. April 1813 die drei Güter an Christian Friedrich Heimbach, Amtsrat und Syndikus des Deutschen Ordens zu Langeln bei Halberstadt. Heimbach erstand die Güter vor allem mit Quittungen über die ihm von der Intendanz des königlichen Hauses abgetretenen Forderungen. Während Ermschwerd und Stiedenrode danach von einem Beamten der königlichen Intendanz verwaltet wurden, verkaufte Heimbach das Vorwerk Freudenthal bereits drei Wochen später, am 25. April 1813, für 50.000 Franken in bar an den in Kassel am Hof Jérômes als General-Direktor des Artillerie- und Genie-Korps dienenden Generalleutnant Jacques Alexandre Allix de Vaux (1768–1836), der dann von Jérôme zum Grafen von Freudenthal erhoben wurde. Allix ließ das Gut einen Sommer lang auf eigene Rechnung bewirtschaften, verpachtete es dann aber bereits am 6. August 1813 an den Pfarrer Leopold Christian Badenhausen (1770–1823) in Ermschwerd. Dabei behielt er sich das Jagdrecht in dem zum Gut gehörigen Wald und eine Wohnung im Herrenhause des Gutes vor.
Nach dem Ende des Königreichs Westphalen im Herbst 1813 zog der nach Kassel zurückgekehrte Kurfürst Wilhelm I. das Gut im Januar 1814 als erledigtes Lehen ein. Seine Regierung schloss einen Vergleich mit den Herren von Buttlar, nahm die drei Güter als Zahlung in Besitz und machte sie zu Staatsdomänen. Badenhausen erhielt Anweisung, die Pacht nunmehr an die kurfürstliche Rentkammer zu zahlen.
Allix, inzwischen aus Frankreich verbannt und im Fürstentum Waldeck lebend, erhob am 1. Mai 1817 darüber Beschwerde beim deutschen Bundestag des Deutschen Bundes in Frankfurt am Main und verlangte seine Wiedereinsetzung. Der kurhessische Gesandte beim Bundestag verdeutlichte die Sicht seiner Regierung, nach der der Verkauf an Allix nur Schein gewesen sei, um eine Schenkung zu kaschieren, und Allix wurde auf den Rechtsweg verwiesen.
Es folgte ein jahrzehntelanger Rechtsstreit vor kurhessischen Gerichten wegen Besitzstörung, der auch nach Allix’ Tod am 26. Januar 1836 weiter geführt wurde. Schließlich erreichten seine Erben, zwei Söhne und zwei Töchter, dass sie gemäß gerichtlicher Ermächtigung vom 18. September 1850 auf Grund nachgewiesenen, länger als dreißigjährigen Besitzstandes, jedoch unter der ausdrücklichen Bemerkung „Mangels eines gehörigen Erwerbstitels“ als Eigentümer in das Kataster der Gemeinde Ermschwerd eingetragen wurden. Die beiden nach einem Erbteilungsvertrag vom 18. April 1854 als Eigentümer verbliebenen Kinder Allix’ verkauften das Gut am 4. Mai 1858 an Karl Friedrich von Berlepsch.
Allix hatte Badenhausen während des langen Rechtsstreits das Gut mehrmals zum Kauf angeboten, aber Badenhausen lehnte trotz des angebotenen billigen Preises im Hinblick auf den unsicheren Besitzstand jedes Mal ab. Badenhausens Nachkommen waren noch bis in die Zeit des Ersten Weltkriegs Pächter des Gutes.

## Das Herrenhaus
Das heute als privates Wohnhaus genutzte einstige Herrenhaus ist ein spätbarocker symmetrischer Bau aus dem 18. Jahrhundert von etwa 12 × 24 m Grundfläche mit Walmdach und sowohl auf der Vorder- als auch der Rückseite mit breiten, mittigen Zwerchhäusern mit Dreiecksgiebel.

## Heutige Nutzung
Die landwirtschaftlichen Flächen des einstigen Guts werden heute verschiedentlich genutzt. Einer der nach dem Zweiten Weltkrieg dort eingerichteten Aussiedlerhöfe wird seit 1989/90 im Pachtbetrieb als Biolandhof betrieben, mit Schwerpunkt Freiland-Legehennen, aber auch Pferdehaltung. Ein zweiter Aussiedlerhof wird seit 2010 als sogenannte Solidarische Gärtnerei genutzt, von den Mitgliedern mehrerer Studenten-Wohngemeinschaften und Mitgliedern der Bewegung Solidarische Landwirtschaft.

## Naturschutzgebiet Freudenthal
Zwischen der B 80 und der hier unmittelbar östlich von Ermschwerd nach Norden fließenden Werra liegt das knapp 76 ha große „Naturschutzgebiet Freudenthal“ (FFH-Gebietsnummer 4624-303) in der Werraaue mit drei größeren, durch ehemaligen Kiestagebau entstandene Baggerseen. Die Teiche sind zum Teil von Wald und landwirtschaftlich genutzter Fläche umgeben, und im Randbereich befinden sich strukturreiche Röhricht- und Auenlandschaften. Das Gebiet ist ein wertvolles Brut- und Rastbiotop für seltene und gefährdete Wasservögel.
Koordinaten: 51° 21′ 36″ N, 9° 49′ 52″ O